# La vedova del trullo
La vedova del trullo è un film del 1979 diretto da Franco Bottari.

## Trama
Sammichele di Bari: Maddalena è una giovane e piacente ragazza, che resta vedova durante la festa patronale del paese. Il consiglio comunale le offre di abitare in un trullo e lei prima dà una mano alla parrocchia di Don Bonifacio, poi lavora come infermiera. Maddalena riceve attenzioni particolari da parte del giovane figlio di un suo paziente; un giorno però arriva nel paese il Professore Luigi Granini, un uomo del tutto identico al caro estinto Nicola.

## Cast
Si tratta del primo film girato in Italia da Rosa Fumetto, spogliarellista del Crazy Horse di Parigi, con la partecipazione di un'altra stella del ramo, Margit Evelyn Newton.
Esiste anche una edizione per il mercato tedesco.